# Barbara Mensing
Barbara Mensing (Herten, 23 de setembro de 1960) é uma arqueira alemã, medalhista olímpica.

## Carreira
Barbara Mensing representou seu país nos Jogos Olímpicos em 1996 e 2000, ganhando a medalha de prata por equipes em 1996 e bronze em 2000.